# Multicloud
Multicloud refere-se ao uso de serviços de computação em nuvem de diferentes fornecedores dentro de uma mesma arquitetura e heterogênea.
Vantagens de uma abordagem multicloud incluem evitar a dependência de um único fornecedor.
Outra motivação para uma arquitetura multicloud inclui a necessidade de seguir leis ou políticas regionais que exijam que determinados dados estejam fisicamente presentes em determinado país ou região, além da distribuição geográfica de solicitações caso uma nuvem providencie recursos fisicamente mais próximos de determinados consumidores, o que, por sua vez, pode reduzir a latência ou aumentar a redundância .
Por outro lado, desafios incluem a gestão de mais "partes móveis", além de potenciais problemas de governança, segurança, e privacidade.

## Diferença entre multicloud e nuvem híbrida
Multicloud difere da nuvem híbrida. Enquanto aquela se refere ao uso de vários serviços de nuvem de diferentes fornecedores, essa se refere ao uso de diferentes modos de implantação (hardware local e hospedagem em nuvem pública e privada).